# 律令要約
律令要約（りつりょうようやく）は江戸時代の「公事方御定書」編纂課程で、その制定直前の1741年（寛保元年）に幕臣北条氏長が各種法令の先例・慣習を総約した書物。

## 歴史
1741年(寛保元年) 幕臣北条氏長、将軍徳川吉宗の命で律令要約の編集を実施。
1742年(寛保二年) 律令要約に基づいて、奉行所の刑罰基準などを記した公事方御定書制定。

## 意義
1742年（寛保2年）の「公事方御定書」制定以前の江戸幕府法や律令の先例・慣習をまとめた、というところにこの事業の大きな意味がある。律令要約の編纂によって徳川吉宗の公事方御定書が、より確立した法になったことで、その影響を及ぼしている。詳細は石井良助編『近世法制史料叢書』第二に収録されている。

## 関連リンク
- 公事方御定書

- 徳川吉宗